# Во всей красе
«Во всей красе» (англ. Full Frontal) — мелодрама, снятая Стивеном Содербергом в 2002 году.
Действие фильма происходит в течение одного дня. Действующие лица фильма — эксцентричные личности разных профессий — готовятся к вечеринке, которую в Голливуде устраивает знаменитый кинопродюсер в честь своего юбилея.

## В ролях
| Актёр            | Роль                  |
| ---------------- | --------------------- |
| Дэвид Духовны    | Gus                   |
| Никки Кэтт       | Hitler                |
| Кэтрин Кинер     | Lee                   |
| Энрико Колантони | Arty / Ed             |
| Мэри Маккормак   | Linda                 |
| Дэвид Хайд Пирс  | Carl                  |
| Джулия Робертс   | Francesca / Catherine |
| Блэр Андервуд    | Calvin / Nicholas     |
| Брэд Питт        | камео                 |

## Съёмочная группа
- Режиссёр: Стивен Содерберг
- Автор сценария: Коулмэн Хью
- Продюсеры: Грегори Джейкобс, Скотт Крамер, Зенниа М. Барахона
- Оператор: Стивен Содерберг
- Композитор: Жак Давидовичи
- Монтаж: Сара Флэк